# 福尔卡鱼属
福尔卡鱼屬（或也依學名稱作叉尾花鱗魚）是花鳞鱼綱已灭绝的一种生物，生存于志留纪至泥盆纪的加拿大。全長約 9 公分。身體寬扁，鰓孔位於眼後方，口小，可能具有葉狀鰭。尾部有極明顯的分叉，從分叉間的棘狀構造推測可能有近似帆狀的構造，尾部整體可能呈半月形。
其近親通常沒有太複雜的生理構造，多從口直接接通到肛門；但福尔卡鱼的體內具有類似胃的結構，可能已經具有簡單的消化系統。

## 下属物种
本属包括以下物种：
- 弗氏福爾卡魚 Furcacauda fredholmae Wilson & Caldwell, 1998[2]
- 海氏席格魚 Furcacauda heintzae Dineley & Loeffler, 1976[3]